# Network centric warfare

Network centric warfare est un concept popularisé sous le nom de guerre en réseau et qui est apparu à la fin du XXe siècle dans les doctrines militaires. Terme d'origine américaine, il décrit une manière de conduire des opérations militaires en exploitant les capacités des systèmes d'informations et des réseaux disponibles à cette époque. L'évolution principale par rapport aux doctrines antérieures concerne le partage de l'information.
Il s'agit de la capacité de relier entre elles les différentes armées (terre, marine, air) ainsi que les armées de pays alliés, de récupérer des informations grâce à des drones et satellites, et de les diffuser en temps réel aux unités afin de frapper plus vite et plus précisément.
Le concept network centric s'est élargi depuis au domaine civil aux États-Unis, et appuie aujourd'hui l'influence américaine dans les grandes entreprises et organisations internationales.

## Historique
Le network centric warfare est apparu aux États-Unis durant la première guerre du Golfe en 1991. Le concept network-centric (« centré sur le réseau »), initialement développé par IBM et Boeing, s'est d'abord étendu à tout un consortium d'industriels, essentiellement américains, de l'informatique et de l'armement :

## Principe

### Échanges entre les armées

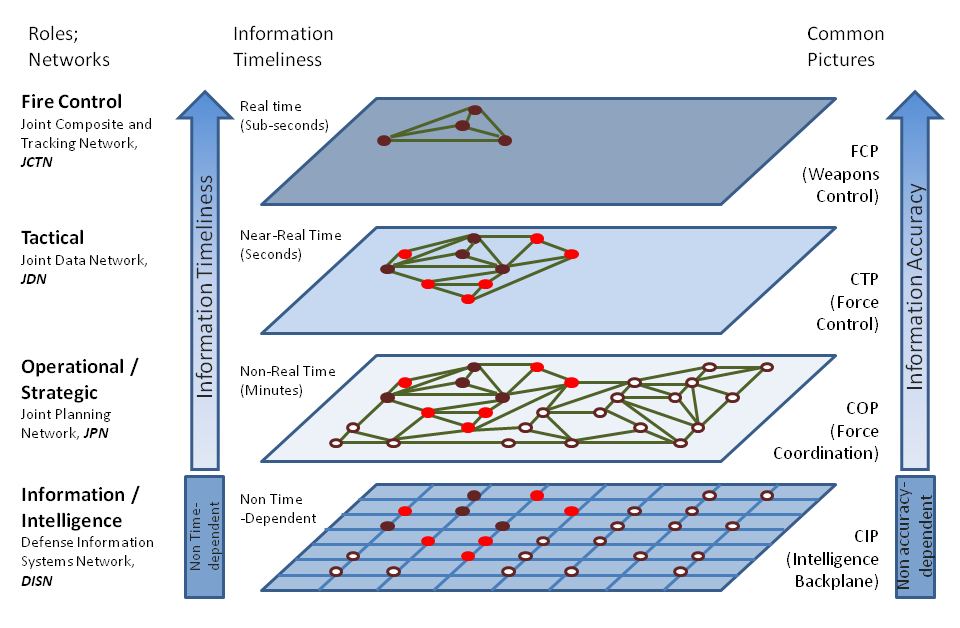
Le réseau des forces armées US se décompose en 4 couches

L'échange d’informations entre les intervenants est obtenu au moyen d’un réseau numérique et réduit les délais entre une demande et son exécution.
Exemples d'application de ce concept au niveau tactique :
Le temps d’attente entre une demande d'appui-feu aérien et sa réalisation a été réduit de 90 minutes, en moyenne, durant la guerre d'Afghanistan en 2001/2002 à un peu moins de 20 minutes durant la guerre d'Irak à partir de 2003. Dans certains cas, les attaques se sont déroulées 12 minutes après la demande, poussant l’US Air Force à déclarer qu’elle entendait, pour les opérations futures, passer au « single digit », c'est-à-dire mener ses frappes moins de 10 minutes après un appel,.
Un avion de reconnaissance ou de surveillance repérant un adversaire peut prendre le contrôle d'un missile air-air tiré depuis un avion de chasse, qui n'utilisant pas son radar, peut s'approcher sans être repéré.
Un navire comme les futurs Littoral combat ship décelant un missile mer-mer peut prendre les commandes des systèmes d'armes d'un autre bâtiment se trouvant à proximité de la cible.
Cela est rendu possible par la mise en œuvre des liaisons de données tactiques de «série-J» comme la Liaison 16, et de l'IDM (Improved Data Modem).

### Stratégie données en réseau-centré
La network-centric data strategy (NCDS, 2003) définit trois éléments clés :
- les communautés d'intérêt ;
- les standards de métadonnées ;
- les services d'entreprise Global Information Grid.

NCDS introduit sept objectifs aux données :
- visible ;
- accessible ;
- gestion institutionnalisée des données ;
- compréhensible ;
- fiable ;
- interopérable ;
- répondant aux besoins des utilisateurs.

## En France et au Canada
Les industriels et spécialistes français parlent de combat en réseau infocentré mais pour le ministère français des Armées, l’appellation retenue n’est pas technologique, mais opérationnelle.
On parle alors de bulle opérationnelle aéroterrestre (BOA), qui suggère un théâtre d’opérations où les actions terrestres et aériennes se prêtent assistance.
Le concept a été rattaché aux idées de Guy Brossollet et particulièrement à son ouvrage « Essai sur la Non-Bataille », objet d'une attention renouvelée dans les années 2020, et pas seulement en France,,,.
En France, le concept réseau centré est limité au domaine militaire. Il n'y a pratiquement pas d'applications civiles (voir ci-dessous).
Les forces armées canadiennes utilisent le terme guerre axée sur les réseaux.

## Applications civiles
Il est apparu après la première guerre du Golfe que la guerre en réseau ne concernait pas seulement le champ de bataille lui-même, mais également la préparation des opérations militaires bien avant la bataille. Le concept réseau-centré s'est ainsi naturellement étendu aux domaines de l'ordonnancement, de la logistique, et de la gestion. On parle donc d'opérations réseau-centré (en anglais network centric operations, NCO) pour les entreprises du secteur de l'armement.
Par la suite, le concept a été élargi progressivement aux États-Unis à toutes les entreprises des secteurs économiques stratégiques comme l'énergie, qui utilisent des réseaux informatiques étendus à travers le monde. Il permet de développer le partage d'information entre différentes communautés d'intérêt pour améliorer leur productivité, leur interactivité, leur sûreté et leur sécurité.
Les systèmes réseau centrés sont caractérisés par la présence de salles de commandement (quelquefois appelées war rooms), où des installations informatiques permettent de prendre des décisions très rapidement. Des informations sont projetées à partir du système informatique central sur un grand écran, et les participants à la réunion peuvent répondre à des questions à partir de postes de travail individuels.
Claude Revel et Éric Denécé décrivent comment le gouvernement des États-Unis appuie les entreprises américaines à l'exportation avec une politique d'« advocacy », en employant de nouveaux concepts de technologies de l'information.
Les applications civiles du concept réseau centré sont pour l'instant réservées aux entreprises américaines et britanniques, à quelques entreprises japonaises, mais ne sont pas encore connues des entreprises françaises, à une exception près.

## Programmation informatique
Cette stratégie a une traduction dans la gestion des données.
En particulier, il est vital d'utiliser des métadonnées (catalogues, registres de métadonnées), afin de faciliter la recherche et le partage d'information.
Eric J. Miller emploie les métadonnées du Dublin Core.

## Sécurité
Le mouvement des Opérations réseaux-centrés et des interconnexions de nombreux systèmes militaires vers un Réseau d'Information Global (GIG) va accroître le besoin en sécurité à niveau multiple (MLS).
Le consortium NCOIC est partenaire de LynuxWorks, qui est en mesure de fournir des applications de sécurité de niveau EAL-7.

## Experts
- Laboratoire d'analyse et d'architecture des systèmes
- Université Otto von Guericke de Magdebourg
- Université de Lübeck
- Université Humboldt de Berlin
- Université technique de Munich
- Université de Louvain[Lequel ?]
- Université de Coimbra
- Université de Patras
- Université d'Osaka